# Filipe Godinho
Filipe André Pereira Godinho (sinh ngày 8 tháng 9 năm 1989) là một cầu thủ bóng đá người Bồ Đào Nha thi đấu cho Cova da Piedade.

## Sự nghiệp câu lạc bộ
Anh ra mắt chuyên nghiệp tại I liga cho Chojniczanka Chojnice vào ngày 2 tháng 8 năm 2013 trong trận đấu trước Puszcza Niepołomice.